# کفرسیر
کفرسیر (به عربی: كفرسير) یک منطقهٔ مسکونی در لبنان است که در شهرستان نبطیه واقع شده‌است.